# FAT4
FAT4‏ (FAT atypical cadherin 4) هوَ بروتين يُشَفر بواسطة جين FAT4 في الإنسان.